# 梅墟站
梅墟站位于中华人民共和国浙江省宁波市鄞州区梅墟街道江南路与梅墟路交叉口，是宁波轨道交通6号线和规划中的9号线的地铁换乘站。6号线车站计划于2027年启用。站名来源于北侧的梅墟老镇区历史地段。

## 车站形制
梅墟站位于鄞州区梅墟街道江南路、梅墟路口。6号线车站沿江南路东西向设置，为地下二层岛式车站，长301.8米，宽22.7米，总建筑面积为20364平方米。规划9号线车站沿梅墟路南北向设置。两线间使用T型节点换乘。

## 出口
6号线梅墟站设置4个出入口。